# Теория за финикийското откриване на Америка
Теорията за финикийското откриване на Америка е маргинална теория, според която контакти между Стария и Новия свят са осъществени още от финикийците или други семитски народи през 1-вото хилядолетие пр.н.е..
Някои сочат като аргумент за финикийското откриване скалния надпис от Дайтън Рок, Масачузетс – характерът му е неизяснен, като най-убедителните доводи са в полза на португалски произход. През юли 2012 г. британеца Филип Бийл обявява плана си да прекоси с финикийски кораб Атлантика, за да докаже, че това е възможно.
Към 2009 година не са известни никакви археологически свидетелства, потвърждаващи финикийската теория.